# انجمن لینه نیویورک
انجمن لینه نیویورک (به انگلیسی: (Linnaean Society of New York (LSNY) در سال ۱۸۷۸ در شهر نیویورک، ایالات متحده آمریکا، توسط گروهی از آماتورهای علاقه‌مند به علوم طبیعی، به‌ویژه پرنده‌شناسی بنیان‌گذاری شد. اعضای مؤسس عبارتند از اچ پی بیلی، یوجین پینتارد بیکنل، ارنست اینگرسول، کلینتون هارت مریام و جان باروز.